# アンドリア人
アンドリア人（英: Andorian）は、アメリカのSFテレビドラマ『スタートレック』シリーズに登場する架空の異星人。

## 概要
初登場は『宇宙大作戦（TOS）』44話「惑星オリオンの侵略」。青い肌と白い髪、額からのびる2本の触覚が特徴的な種族。クリンゴン同様の暴力的で粗暴な種族であることを自他共に認めているが、冷静で義理堅く、筋を通さない暴力行為はしないため、ある意味地球人に近い価値観を持っている。またアンドリアは地球、バルカン、テラライトと惑星連邦を設立した古参種族のひとつで、連邦では重要な地位にいる場合も多い。
アンドリア人はTOSから登場するものの目立った活躍はなかったが、『スタートレック:エンタープライズ（ENT）』にてアーチャー船長のライバルキャラクターであるアンドリア人のシュラン船長が登場。彼が人気を博したことで、それまで描かれなかったアンドリア星などさまざまな背景が掘り下げられることとなった。

## 母星
インディアン座イプシロン星にあるガス惑星アンドアの衛星のアンドリア星が母星である。アンドリアは「衛星」だが、便宜上「惑星」として扱われている。アンドリア人と近似種イーナー人の両種族が住む。イーナーは22世紀時点では、アンドリア星の地下に妨害フィールドで覆われた都市を作って住む。長い間イーナーの存在はアンドリア人にとって神話と考えられ存在も不明だった。
アンドリア星の気温は常に氷点下で、真夏でも摂氏マイナス20度という世界である。そのため、地下に建設された都市では地熱を利用して環境を制御している。アンドリア星系は、バルカン星系と隣接しており、その他の近隣星系はベータゼット星系、アルファ・ケンタウリ星系、テラー星系がある。

## アンドリア人の身体
身長、体重などは地球人によく似た大きさである。青い色の肌を持ち、頭の上には2本の触角がある。触覚の生える位置には個体差があり、後頭部、頭頂部、額などから生えている。触覚は切断されてもまた生えてくるが、失うと平衡感覚を失い、また名誉が傷つくという。

## イーナー人の身体
イーナー人は生理学的にアンドリア人と非常に似通っている。アンドリア人と同じように、頭から2本の触角が生えている。アンドリア人との違いとして触角の先に小さな切れ込みがある。
皮膚と髪には色素がなく白い。イーナー人はまた盲目であり、その代わりに非常に発達したテレパシー能力を持っている。イーナー人は他人の心を読むことや、自分自身の思考や映像を相手の心の中に見せることが出来る。そのためイーナー人同士でのコミュニケーションはテレパシーを使って行われる。
イーナー人はアンドリア人と交配可能でもある。

## アンドリア人の精神
- 感情の表現と起伏が非常に激しい種族であり、頭の上の「角」は感情を反映して動く。
- 感情を激しく爆発させていても、行動は冷静さを失わない。
- 喜びや感謝の気持ちをストレートに表現することはなく、逆に憎まれ口を叩いたり、行動をもって感謝を表現する。
- ENTでは地球人を「ピンクスキン」（ピンク肌）という蔑称で呼ぶ。これはこの時代にはまだ異星人同士の交流の黎明期であったため、人種による壁がまだあったということの表れである。時代設定が後である『新スタートレック』では人種の壁は薄くなっている。
- バルカン人であるトゥポルは、「二枚舌」であり「彼らの利益を損なわない協定にしか従わない」、と評している。

## イーナー人の精神
- イーナーには厳しい法律があり、相手の承諾無しに心を読むことは禁じられている。
- 強い平和主義者で、暴力を嫌う。

## 歴史
- （年代不明）、砕氷船クマリが世界一周を達成する。
- 22世紀中ごろまで、バルカンやテラライトとの関係は良好ではなく、しばしば国境付近では紛争も起きる。
- 2104年頃、イーナーの存在が明らかとなる。
- 2161年、地球、バルカン、テラライトとともに惑星連邦を設立する（原加盟国）。
- 3189年には、オリオン人と組み、120年前に崩壊した連邦の残滓に敵対するエメラルド・チェーンを結成している。

## 代表的なアンドリア人
- シレック・シュラン
  - ENTの準レギュラー。詳細は該当項目を参照。
- テレフ
  - TOS第44話「惑星オリオンの侵略（原題:Journey to Babel）」に登場。2267年のバーベル会議に出席する予定だったアンドリア大使（劇中名称不明）の随員。
- リン
  - 『スタートレック:ディスカバリー』シーズン4で登場する労働者。

## 代表的なイーナー人
- ヘマ―
  - 『スタートレック:ストレンジ・ニュー・ワールド』のレギュラー。クリストファー・パイク船長指揮下のU.S.S.エンタープライズ NCC-1701の機関主任。

## その他
日本の金融会社のテレビCMに登場したキャラクター「むじんくん星人」のデザインはアンドリア人を元にしたと思われ、白い髪、頭部から伸びた触角などの共通点がある。